# Portal Tomb von Templemoyle

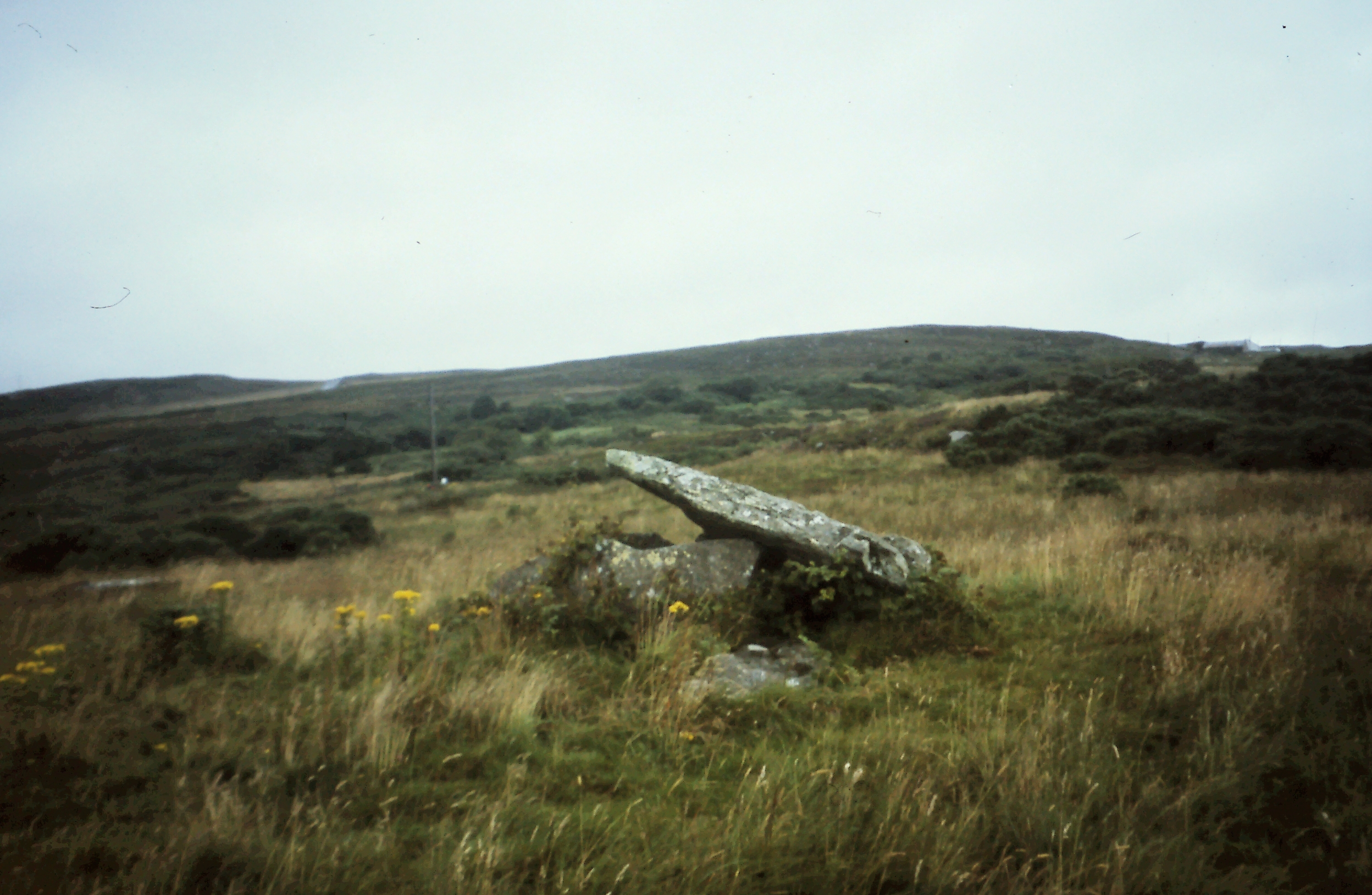
Portal Tomb von Templemoyle

Das Portal Tomb von Templemoyle liegt etwa 2,9 km westlich von Culdaff im Townland Templemoyle (irisch An Teampall Maol) im County Donegal in Irland. Als Portal Tombs werden auf den Britischen Inseln Megalithanlagen bezeichnet, bei denen zwei gleich hohe, aufrecht stehende Steine mit einem Türstein dazwischen, die Vorderseite einer Kammer bilden, die mit einem zum Teil gewaltigen Deckstein bedeckt ist.
Das Portal Tomb besteht aus einer kleinen, Südost-orientierten Kammer, deren Vorderteil zusammengebrochen ist. Die Kammer war etwa 1,8 m lang und 1,0 m breit. Ein Endstein im Nordwesten und gegenüberliegend zwei Seitensteine sind vorhanden. Ein verstürzter Deckstein, dessen vorderes Ende auf dem Boden ruht, liegt am äußeren Ende des südlichen Seitensteines auf einem kleinen Stein auf. Ein liegender Stein vor dem südlichen Seitenstein scheint ein gestürzter Portalstein zu sein. Es misst etwa 2,0 × 0,65 m und ist 0,2 m dick. Einige lose Steine liegen in der Kammer. Der Endstein zwischen den Seitensteinen ist leicht nach innen geneigt und im Profil giebelig. Er ist etwa 0,6 m hoch. Der südliche ist 0,9 m, der nördliche Seitensteinen 1,05 m hoch. Der Deckstein ist 2,3 m lang und verjüngt sich in der Breite von etwa 2,0 m an der Vorderseite auf 1,3 m an der Rückseite. In der Dicke verringert er sich von 0,35 auf 0,1 m. Nach dem Bericht von 1848 war das jetzt offene Ende der Kammer durch einen Tür- oder Schwellenstein verschlossen (Abmessungen nicht verzeichnet). Ein leicht angehobenes Gelände neben dem südlichen Seitenstein kann der Überrest eines Hügels sein.